# Paya Beke
Paya Beke is een bestuurslaag in het regentschap Aceh Tengah van de provincie Atjeh, Indonesië. Paya Beke telt 697 inwoners (volkstelling 2010).